# Alexandru Popovici (Fußballspieler, 1977)
Alexandru Popovici (* 9. April 1977 in Tiraspol, Sowjetunion), auch bekannt als Alexander Popowitsch, ist ein moldauischer Fußball- und ehemaliger Nationalspieler, der seit Sommer 2016 beim Dinamo-Auto Tiraspol in der moldauischen Divizia Națională spielt. Er ist der erste Moldauer, der in der 1. Bundesliga zum Einsatz kam.

## Sportliche Laufbahn

### Vereinskarriere
Durch seine Leistungen für den FC Tiligul Tiraspol in seiner Heimat machte sich das Talent für einen Wechsel nach Westeuropa interessant. Der MSV Duisburg lieh den 20-jährigen Angreifer Anfang 1998 aus. In der 1. Bundesliga kam Popovici in der Spielzeit 1997/98, in der die Duisburger einen starken 8. Platz erreichten, auf vier Einsätze. Nach Saisonende kehrte er noch einmal kurz zu Tiligul Tiraspol zurück. Im Anschluss spielte der moldauische Nationalkicker für eine Vielzahl an Vereinen in Osteuropa, der ehemaligen Sowjetunion und sogar in Südkorea.

### Auswahleinsätze
In der moldauischen A-Nationalelf bestritt er 21 Partien zwischen 1996 und 2005. In diesen Begegnungen erzielte er drei Treffer. Elf der 21 Einsätze bestritt Popovici als Spieler des FC Tiligul aus Tiraspol.